# Hammer (Waldmünchen)
Hammer ist ein Ortsteil der Stadt Waldmünchen im Landkreis Cham des Regierungsbezirks Oberpfalz im Freistaat Bayern.

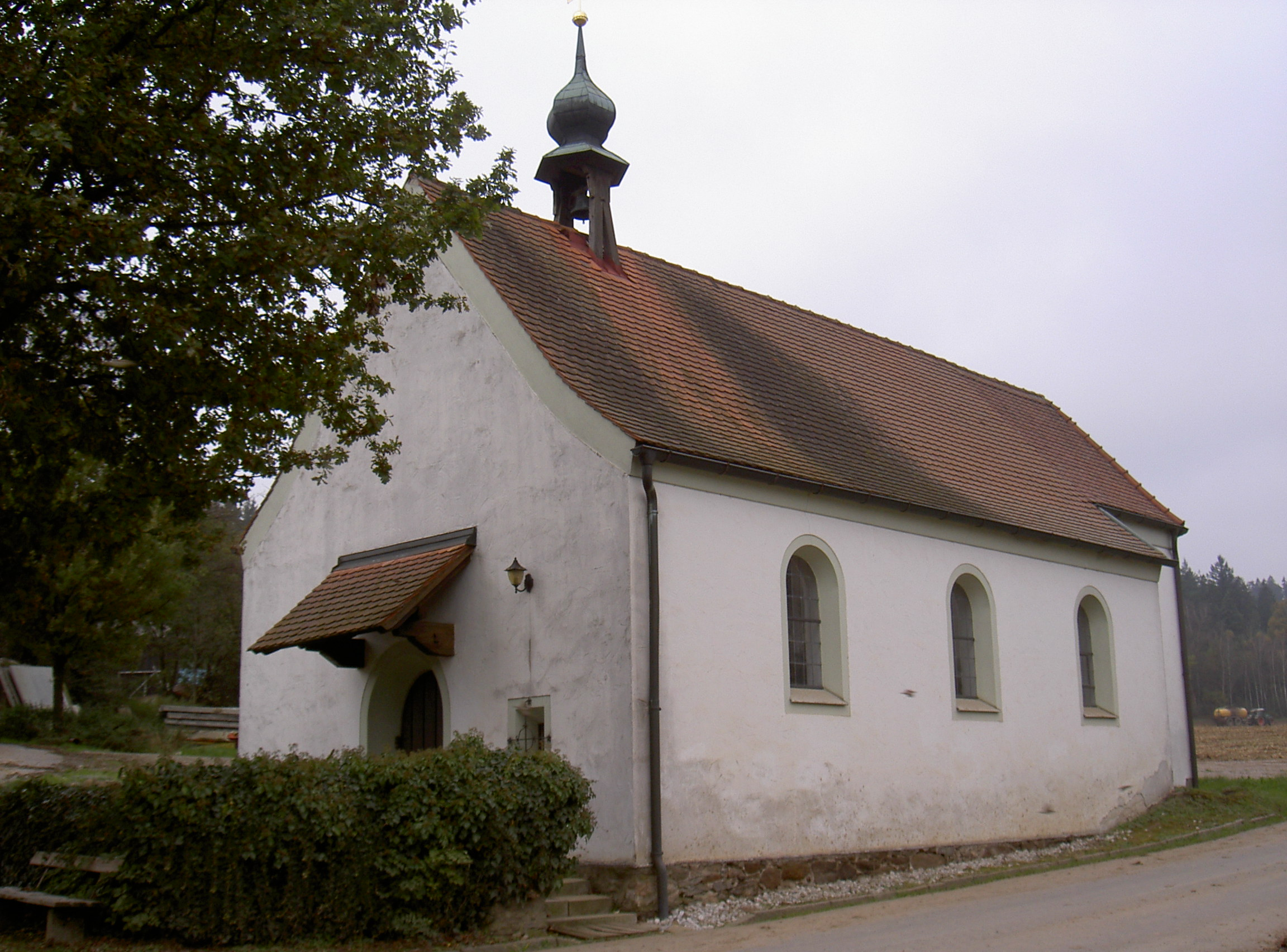
Denkmalgeschützte Dorfkapelle in Hammer, Denkmalnummer D-3-72-171-58

## Geografie
Hammer liegt 3,7 Kilometer nördlich von Waldmünchen, 920 Meter westlich der tschechischen Grenze, 530 Meter westlich der Staatsstraße 2146, die hier beim Grenzübergang Höll-Lísková nach Tschechien führt.
Durch das Ortsgebiet von Hammer fließt die Böhmische Schwarzach von Norden nach Süden. Nordwestlich von Hammer erhebt sich der 628 Meter hohe Höllberg.

## Geschichte
Hammer (auch: Vordere Höll, Hamerbauer) liegt an der Böhmischen Schwarzach, deren breites Tal von alters her die Möglichkeit für Handelsstraßen bot. Eine dieser Altstraßen führte von Schwarzhofen über Treffelstein, Untergrafenried, Schäferei, Höll, Haselbach nach Böhmen. Anton Dollacker nimmt an, dass diese Straße bereits in der Stein- und Bronzezeit existierte. Durch den Eisernen Vorhang wurde diese Verbindung von 1945 bis 1989 unterbrochen und 1990 durch die feierliche Eröffnung des Grenzübergangs Höll-Lísková wieder aufgenommen.
An der Böhmischen Schwarzach und ihren Nebenflüssen entstanden zahlreiche Hammerwerke, Glashütten, Glasschleifen und Polierwerke. Allein in Höll gab es 3 Hammerwerke.
1387 wurde ein Hammer in Höll in den Akten der Großen Hammereinigung erwähnt: „Wolffhart und Hans die Snekken mit dem hamer zu der Helle“.
In den Jahren 1563, 1622, 1630 wurden für Höll mehrere Hammerwerke aufgeführt. 1808 hatte Hammer ein Anwesen.
1808 wurde die Verordnung über das allgemeine Steuerprovisorium erlassen. Mit ihr wurde das Steuerwesen in Bayern neu geordnet und es wurden Steuerdistrikte gebildet. Dabei kam Hammer als Teil von Höll zum Steuerdistrikt Untergrafenried. Der Steuerdistrikt Untergrafenried bestand aus den Dörfern Untergrafenried und Höll, den Weilern Arnstein, Kramberg und Wagenhof und den Einöden Eben und Kramhof.
1820 wurden im Landgericht Waldmünchen Ruralgemeinden gebildet. Dabei kam Hammer zur Ruralgemeinde Höll. Zur Ruralgemeinde Höll gehörte neben Höll mit 18 Familien die Einöde Hammer mit 3 Familien. Ein Projekt aus dem Jahr 1836, die Gemeinden Höll mit der Gemeinde Arnstein zusammenzulegen, wurde erst 1856 realisiert. Dabei kamen Arnstein mit 6 Familien und Eben mit 2 Familien zu Höll.
1972 wurde die Gemeinde Höll in die Stadt Waldmünchen eingemeindet.
Hammer gehört zur Pfarrei Waldmünchen. Hammer wird in den Matrikeln von 1838, 1916 und 1997 ebenso wie in den amtlichen Verzeichnissen von 1875 und 1987 nicht getrennt von Höll ausgewiesen.

## Einwohnerentwicklung ab 1820
| Jahr | Einwohner  | Gebäude |
| ---- | ---------- | ------- |
| 1820 | 3 Familien | k. A.   |
| 1861 | 63         | k. A.   |
| 1885 | 80         | 11      |
| 1900 | 103        | 12      |
| 1925 | 42         | 7 *     |

| Jahr | Einwohner | Gebäude |
| ---- | --------- | ------- |
| 1950 | 74        | 7       |
| 1961 | 29        | 6       |
| 1970 | 22        | k. A.   |
| 2011 | 21        | k. A.   |

## Tourismus und Sehenswürdigkeiten
In Hammer steht eine denkmalgeschützte Michaels-Kapelle. Sie gilt als Nebenkirche zu Waldmünchen. Die Kapelle wurde 1893 erbaut und 1953 erweitert. Es handelt sich um einen traufständigen Saalbau mit eingezogener Apsis, abgewalmtem Satteldach und Glockendachreiter mit Zwiebelhaube.
Die Gegend bei Waldmünchen entlang der Böhmischen Schwarzach war bereits zur Steinzeit besiedelt. So findet sich südlich von Hammer eine mesolithische Freilandstation. Sie ist ein anerkanntes Bodendenkmal und trägt die Denkmalnummer D-3-6542-0002.
In Hammer treffen sich von Norden kommend der Schwarzachtal-Radweg und der Iron Curtain Trail (EV13). Die beiden Radwege setzen ihre Route bis zur Alten Ziegelhütte am Nordwestzipfel des Perlsees gemeinsam fort. Dort trennen sie sich wieder. Der Schwarzachtal-Radweg verläuft weiter an der böhmischen Schwarzach entlang Richtung Westen. Der Iron Curtain Trail verläuft weiter an der Grenze entlang in Richtung Südosten.